# Rôni
Rôni, född 28 april 1977 i Aurora do Tocantins, Brasilien, är en brasiliansk fotbollsspelare, som avslutade sin karriär 2012.